# Бельведере-Мариттимо
Бельведере-Мариттимо (итал. Belvedere Marittimo) — коммуна в Италии, располагается в регионе Калабрия, подчиняется административному центру Козенца.
Население составляет 8816 человек, плотность населения составляет 238 чел./км². Занимает площадь 37 км². Почтовый индекс — 87021. Телефонный код — 0985.
Покровителем населённого пункта считается san daniele. Праздник ежегодно празднуется 13 октября.